# Vaticinia de summis pontificibus
Vaticinia de Summis Pontificibus sota aquest títol en llatí, entre finals del segle xiii i principis del segle xiv, va circular una sèrie de profecies escrites a mà relatives als Pontífexs romans, que reuneix retrats i profecies concernents a papes des de Nicolau III en endavant. Els textos i il·lustracions estan tan estretament relacionats entre si que van haver d'haver estat realitzats conjuntament.

## Introducció
La sèrie, d'unes trenta profecies, basada en els models grecs, va ser «molt probablement concebuda per influir en les eleccions papals en curs», escrita en oposició als Orsini i els seus candidats.

### Genus nequam
La sèrie de profecies, coneguda pel seu íncipit com les profecies  Genus nequam, procedeix dels Oracles de Leo, una sèrie de profecies romanes d'Orient del segle xii que predeien l'arribada d'un emperador salvador destinat a restaurar la unitat de l'imperi. Els seus poemes i il·luminacions al tremp mesclen fantasies, ocultisme i cròniques en una cronologia dels papes. Cada profecia consta de quatre elements: un enigmàtic text al·legòric, una il·lustració emblemàtica, un lema i la seva atribució a un papa.

### Ascende calve
La sèrie va ser ampliada amb més profecies al segle xiv, amb el íncipit Ascende calve, escrit amb un estil imitatiu de l'original, però amb un objectiu propagandístic molt més evident. En l'època del Concili de Constança (1414-1418) es van unificar ambdues sèries amb el nom de Vaticinia de summis pontificibus i es van atribuir erròniament al místic calabrès Joaquim de Fiore, acreditant-se així a un pseudo-Joaquim. Existeixen uns cinquanta manuscrits de la col·lecció íntegra.

### Vaticinia Ovvero Prophetie dell'Abbate Gioacchino sui Sommi Pontefici(Warburg, Londres)
Entre les nombroses versions, molt difoses durant el Renaixement, una destaca pel llarg text en italià i llatí, de fàcil accessibilitat -encara que de difícil interpretació i reordenació, si en veritat existís una possible interpretació-. Està força estesa en el món la litografia sobre làmines de coure impresa per Pasqualino Regiselmo el 1589, acompanyada per una biografia escrita pel sacerdot franciscà Gabriele Barrio.